# Vierlings
Vierlings ist eine Ortschaft und eine Katastralgemeinde der Gemeinde Schweiggers im Bezirk Zwettl in Niederösterreich. Zur Katastralgemeinde gehört auch der Schaufelhof.

## Geschichte
Der Ortsname bezieht sich auf die vier Urhöfe der Gründung. Die erste urkundliche Erwähnung erfolgte im Jahr 1423. Später werden 8 Urlehen genannt und im Jahr 1499 waren es 11 Lehen.

## Bevölkerungsentwicklung
Bei einer Zählung im Jahre 1869 erreichte Vierlings mit 77 Einwohnern seinen historischen Höchststand. Aktuell zählt der Ort 18 Einwohner (Stand: 1. Jänner 2024). Die Daten sind aber nur bedingt vergleichbar, denn um 1970 wurde der Ort Hirschenhof als Ortschaft zur benachbarten Marktgemeinde Großschönau geschlagen.

## Siedlungsentwicklung
Zum Jahreswechsel 1979/1980 befanden sich in der Katastralgemeinde Vierlings insgesamt 6 Bauflächen mit 3.773 m² und 2 Gärten auf 1.440 m², 1989/1990 gab es 5 Bauflächen. 1999/2000 war die Zahl der Bauflächen auf 10 angewachsen und 2009/2010 bestanden 8 Gebäude auf 17 Bauflächen.

## Bodennutzung
Die Katastralgemeinde ist landwirtschaftlich geprägt. 51 Hektar wurden zum Jahreswechsel 1979/1980 landwirtschaftlich genutzt und 16 Hektar waren forstwirtschaftlich geführte Waldflächen. 1999/2000 wurde auf 51 Hektar Landwirtschaft betrieben und 17 Hektar waren als forstwirtschaftlich genutzte Flächen ausgewiesen. Ende 2018 waren 51 Hektar als landwirtschaftliche Flächen genutzt und Forstwirtschaft wurde auf 17 Hektar betrieben. Die durchschnittliche Bodenklimazahl von Vierlings beträgt 22,3 (Stand 2010).